# 迪亚科尼亚应用科学大学

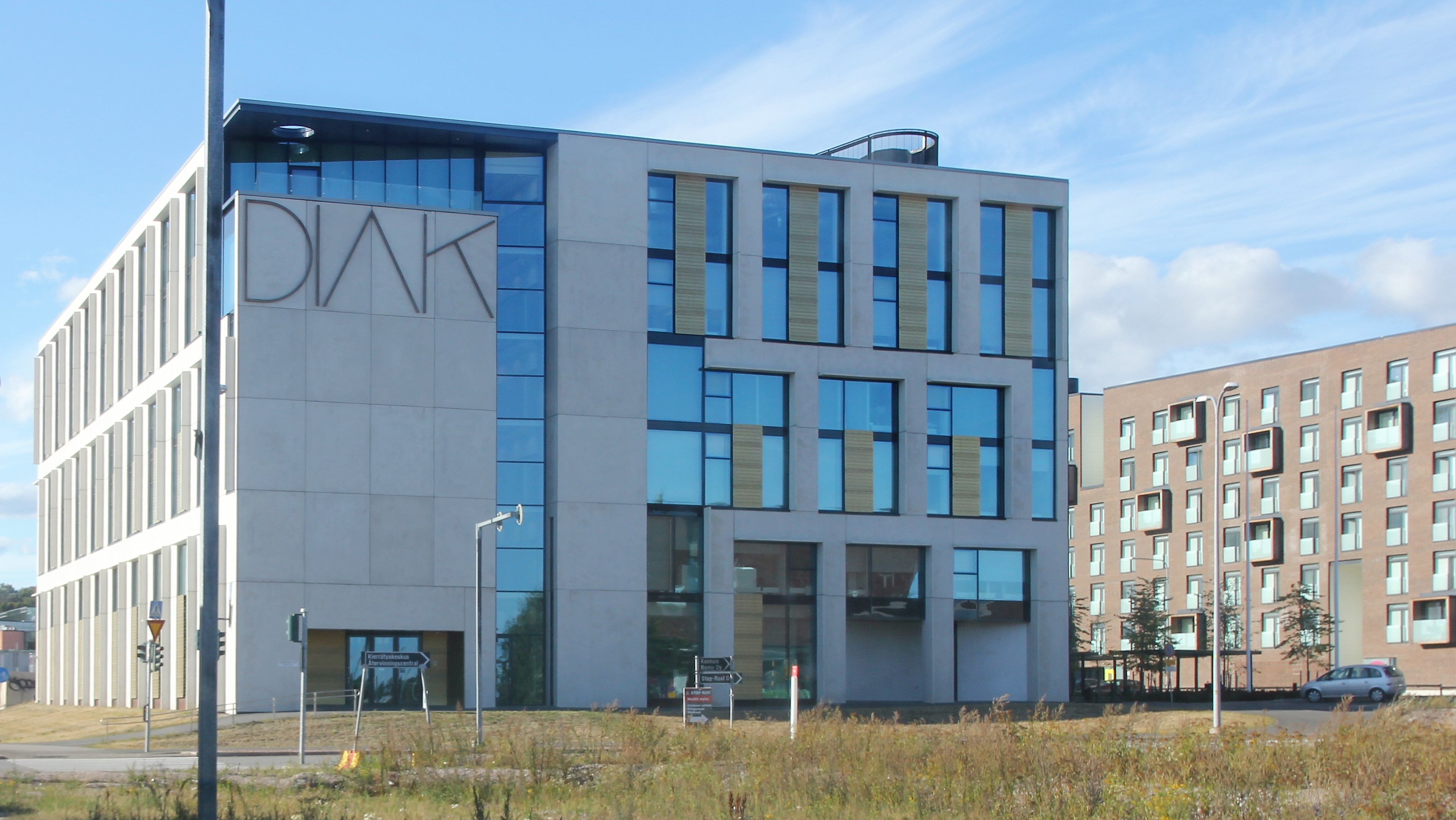
位于赫尔辛基的一幢教学楼

迪亚科尼亚应用科学大学（芬蘭語：Diakonia-ammattikorkeakoulu），是芬兰的一所应用科学大学。该大学由芬兰教育文化部监督及认证，附属于芬蘭福音信義會。校区位于芬兰赫尔辛基、奥卢、波里、皮耶克赛迈基、图尔库。学生数量约为3700人，教职工250人。